# Aire d'attraction de Sarre-Union
L'aire d'attraction de Sarre-Union est un zonage d'étude défini par l'Insee pour caractériser l’influence de la commune de Sarre-Union sur les communes environnantes. Publiée en octobre 2020, elle se substitue à l'aire urbaine de Sarre-Union, qui se composait d'une commune dans le zonage de 2010.

## Définition
L'aire d'attraction d'une ville est composée d’un pôle, défini à partir de critères de population et d’emploi ainsi que d’une couronne constituée des communes dont au moins 15 % des actifs travaillent dans le pôle. Le pôle d’attraction constitue ainsi un point de convergence des déplacements domicile-travail,.

## Géographie
L’aire d'attraction de Sarre-Union est une aire inter-départementale qui comporte 12 communes : 11 situées dans le Bas-Rhin et 1 dans la Moselle (Vibersviller). 

### Carte

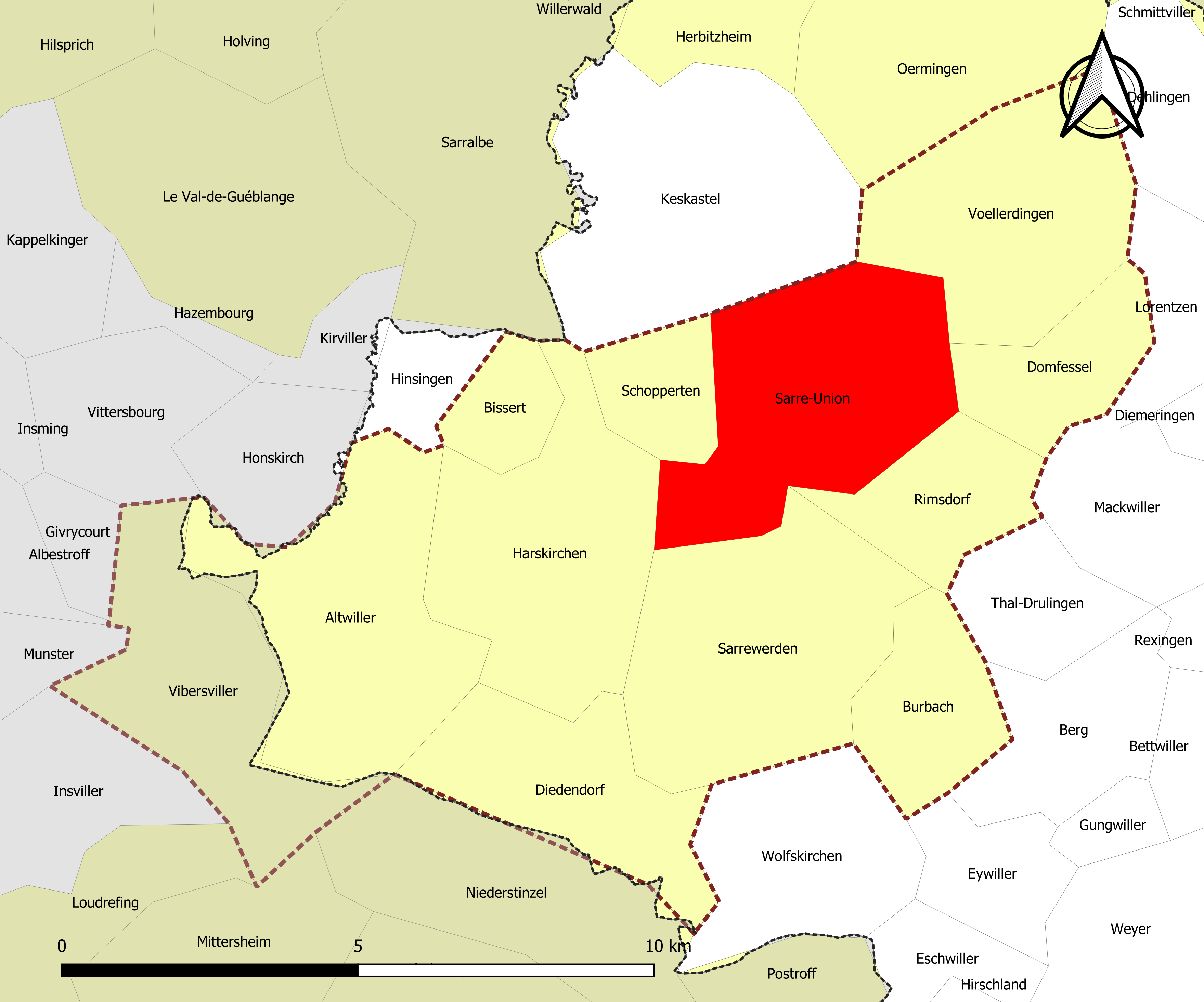
Carte de l'aire d'attraction de Sarre-Union.
Commune-centre
Commune de la couronne

### Composition communale
| Nom                          | Code Insee | Département | Statut                 | Superficie (km2) | Population (dernière pop. légale) | Densité (hab./km2) | Modifier                                    |
| ---------------------------- | ---------- | ----------- | ---------------------- | ---------------- | --------------------------------- | ------------------ | ------------------------------------------- |
| Sarre-Union (commune-centre) | 67434      | Bas-Rhin    | commune-centre         | 15,39            | 2 751 (2022)                      | 179                | modifier les données · modifier les données |
| Vibersviller                 | 57711      | Moselle     | commune de la couronne | 13,02            | 384 (2022)                        | 29                 | modifier les données · modifier les données |
| Altwiller                    | 67009      | Bas-Rhin    | commune de la couronne | 16,22            | 374 (2022)                        | 23                 | modifier les données · modifier les données |
| Bissert                      | 67047      | Bas-Rhin    | commune de la couronne | 3,37             | 154 (2022)                        | 46                 | modifier les données · modifier les données |
| Burbach                      | 67070      | Bas-Rhin    | commune de la couronne | 6,34             | 279 (2022)                        | 44                 | modifier les données · modifier les données |
| Diedendorf                   | 67091      | Bas-Rhin    | commune de la couronne | 10,11            | 329 (2022)                        | 33                 | modifier les données · modifier les données |
| Domfessel                    | 67099      | Bas-Rhin    | commune de la couronne | 6,23             | 276 (2022)                        | 44                 | modifier les données · modifier les données |
| Harskirchen                  | 67183      | Bas-Rhin    | commune de la couronne | 14,42            | 894 (2022)                        | 62                 | modifier les données · modifier les données |
| Rimsdorf                     | 67401      | Bas-Rhin    | commune de la couronne | 6,07             | 294 (2022)                        | 48                 | modifier les données · modifier les données |
| Sarrewerden                  | 67435      | Bas-Rhin    | commune de la couronne | 16,73            | 820 (2022)                        | 49                 | modifier les données · modifier les données |
| Schopperten                  | 67456      | Bas-Rhin    | commune de la couronne | 4,19             | 412 (2022)                        | 98                 | modifier les données · modifier les données |
| Vœllerdingen                 | 67508      | Bas-Rhin    | commune de la couronne | 13,05            | 419 (2022)                        | 32                 | modifier les données · modifier les données |

## Démographie
Cette aire est catégorisée dans les aires de moins de 50 000 habitants, une catégorie qui regroupe 12,2 % de la population au niveau national,.